# Filip Ugrinic
Filip Ugrinic (Servisch: Филип Угринић) (Luzern, 5 januari 1999) is een Zwitsers voetballer van Servische afkomst die speelt als middenvelder voor het Zwitserse BSC Young Boys.

## Carrière
Filip Ugrinic speelde in de jeugd van FC Kickers Luzern en FC Luzern. Bij de laatste club speelt hij sinds 2015 in het tweede elftal, wat in de 1. Liga uitkomt. Hij debuteerde in het eerste elftal van FC Luzern op 15 oktober 2016, in de met 3-0 verloren uitwedstrijd tegen FC Basel. Hij scoorde zijn eerste doelpunt voor Luzern op 26 oktober 2017, in de met 2-3 gewonnen uitwedstrijd in het bekertoernooi tegen FC Echallens. In het seizoen 2019/20 wordt Ugrinic verhuurd aan FC Emmen, wat een optie tot koop bedong. Hij keerde echter na één seizoen weer terug naar FC Luzern, waar hij in 2021 de Zwitserse beker won.
Op 31 mei 2022 maakte BSC Young Boys bekend dat ze een overeenkomst hadden bereikt met FC Luzern voor de transfer van Ugrinic. Hij tekende een contract voor vier jaar.

### Statistieken

#### Beloften
| Seizoen                   | Club            | Land            | Competitie      | Competitie | Competitie | Overig | Overig | Totaal | Totaal |
| Seizoen                   | Club            | Land            | Competitie      | Wed.       | Dlp.       | Wed.   | Dlp.   | Wed.   | Dlp.   |
| ------------------------- | --------------- | --------------- | --------------- | ---------- | ---------- | ------ | ------ | ------ | ------ |
| 2015/16                   | FC Luzern –21   | Zwitserland     | 1. Liga groep 2 | 4          | 0          | –      | –      | 4      | 0      |
| 2016/17                   | FC Luzern –21   | Zwitserland     | 1. Liga groep 2 | 12         | 2          | 1      | 0      | 13     | 2      |
| 2017/18                   | FC Luzern –21   | Zwitserland     | 1. Liga groep 2 | 5          | 2          | –      | –      | 5      | 2      |
| 2018/19                   | FC Luzern –21   | Zwitserland     | 1. Liga groep 2 | 5          | 0          | –      | –      | 5      | 0      |
| Totaal beloften           | Totaal beloften | Totaal beloften | Totaal beloften | 26         | 4          | 1      | 0      | 27     | 4      |
| Bijgewerkt op 3 juli 2019 |                 |                 |                 |            |            |        |        |        |        |

#### Senioren
| Seizoen                      | Club            | Land            | Competitie      | Competitie | Competitie | Beker | Beker | Internationaal | Internationaal | Overig | Overig | Totaal | Totaal |
| Seizoen                      | Club            | Land            | Competitie      | Wed.       | Dlp.       | Wed.  | Dlp.  | Wed.           | Dlp.           | Wed.   | Dlp.   | Wed.   | Dlp.   |
| ---------------------------- | --------------- | --------------- | --------------- | ---------- | ---------- | ----- | ----- | -------------- | -------------- | ------ | ------ | ------ | ------ |
| 2016/17                      | FC Luzern       | Zwitserland     | Super League    | 21         | 0          | 1     | 0     | 0              | 0              | –      | –      | 22     | 0      |
| 2017/18                      | FC Luzern       | Zwitserland     | Super League    | 17         | 0          | 2     | 1     | 1              | 0              | –      | –      | 20     | 1      |
| 2018/19                      | FC Luzern       | Zwitserland     | Super League    | 14         | 1          | 2     | 0     | 1              | 0              | –      | –      | 17     | 1      |
| 2019/20                      | → FC Emmen      | Nederland       | Eredivisie      | 13         | 0          | 0     | 0     | –              | –              | –      | –      | 13     | 0      |
| 2020/21                      | FC Luzern       | Zwitserland     | Super League    | 33         | 5          | 3     | 0     | –              | –              | –      | –      | 36     | 5      |
| 2021/22                      | FC Luzern       | Zwitserland     | Super League    | 34         | 8          | 5     | 1     | 2              | 0              | –      | –      | 41     | 9      |
| 2022/23                      | BSC Young Boys  | Zwitserland     | Super League    | 29         | 1          | 5     | 2     | 3              | 0              | –      | –      | 37     | 3      |
| 2023/24                      | BSC Young Boys  | Zwitserland     | Super League    | 7          | 1          | 1     | 0     | 4              | 2              | –      | –      | 12     | 3      |
| Totaal senioren              | Totaal senioren | Totaal senioren | Totaal senioren | 168        | 16         | 19    | 4     | 11             | 2              | 0      | 0      | 198    | 22     |
| Carrièretotaal               | Carrièretotaal  | Carrièretotaal  | Carrièretotaal  | 194        | 20         | 19    | 4     | 11             | 2              | 1      | 0      | 225    | 26     |
| Bijgewerkt op 5 oktober 2023 |                 |                 |                 |            |            |       |       |                |                |        |        |        |        |